# Carneoryctes ater
Carneoryctes ater är en skalbaggsart som beskrevs av Lea 1917. Carneoryctes ater ingår i släktet Carneoryctes och familjen Dynastidae. Inga underarter finns listade.